# Acta Constitutiva de la República de Guatemala de 1851
El Acta Constitutiva de la República de Guatemala de 1851 es una regulación constitucional de esa república centroamericana que estuvo en vigencia desde 1851 hasta que los gobiernos conservadores de Guatemala fueron derrocados por la Reforma Liberal el 30 de junio de 1871.  Fue reformada el 4 de abril de 1855 luego de que se aprobara la presidencia vitalicia del capitán general Rafael Carrera y fue el Acta Constitutiva del Guatemala durante el período histórico conocido como «Gobierno conservador de los 30 años».

## Descripción
Desintegrada la República Federal de Centro América, el presidente capitán general Rafael Carrera y Turcios emitió el 21 de marzo de 1847 el decreto erigiendo en República el Estado de Guatemala. Esta situación obligaba a una nueva regulación constitucional, que efectivamente se hizo al trabajar la Asamblea Constituyente desde el 16 de agosto al 19 de octubre de 1851 para emitir el Acta Constitutiva. El Acta Constitutiva, que tuvo vigencia durante veinte años, fue reformada el 4 de abril de 1855 con disposiciones que fortalecían la presidencia vitalicia del capitán general Rafael Carrera.
Esta Acta Constitutiva organizó el Estado con cuatro cuerpos principales: la Presidencia de la República, el Consejo de Estado, la Cámara de Representantes y el Orden Judicial. En materia de derechos individuales mantuvo en vigor la llamada «Ley de Garantías», y en los artículos transitorios se especificaba que el primer presidente sería elegido por la Asamblea Constituyente, los miembros de la Corte de Justicia y los del Consejo de Estado; este presidente ejercería el poder del 1 de enero de 1852 al 1 de enero de 1856.
Por su composición y atribuciones, el Consejo de Estado alcanzó una importancia decisiva que jamás tuvo durante el período independiente. La Iglesia Católica mantiene su carácter de única religión del Estado, pero recibe además reconocimiento institucional al integrarla en diferentes funciones en el Consejo de Estado. Por su parte, las atribuciones del presidente incluían la inspección de los establecimientos públicos y tribunales. 
Esta Acta fue elaborada para acomodar las necesidades de Carrera e indicaba que el presidente de la República sería elegido cada cuatro años por una Asamblea General compuesta por la Cámara de Representantes, Arzobispo Metropolitano, de los miembros de la Corte Suprema de Justicia y de los vocales del Consejo de Estado; también especificaba que el presidente podía ser reelecto.

## Otras consituciones políticas de Guatemala
Las Constituciones que han regido en Guatemala son las siguientes:
| Fecha de vigencia   | Constitución                                                                                                   | Gobierno | Texto en que se puede consultar |
| ------------------- | --- | --- | --- |
| 1808-1812           | Constitución de Bayona 1808                                                                                    | Capitanía General de Guatemala | Corte de Constitucionalidad de Guatemala. «Digesto Constitucional». Biblioteca del Organismo Judicial de Guatemala (Guatemala). |
| 1812-1821           | Constitución de 1812                                                                                           | Capitanía General de Guatemala | Corte de Constitucionalidad de Guatemala. «Digesto Constitucional». Biblioteca del Organismo Judicial de Guatemala (Guatemala). |
| 1823-1824           | Bases de Constitución Federal de 1823                                                                          | Estado de Guatemala tras la Independencia de Centroamérica                                                                                               | Pineda de Mont, Manuel (1869). Recopilación de las leyes de Guatemala, 1821-1869 I. Guatemala: Imprenta de la Paz en el Palacio. |
| 1824-1840           | - Constitución de la República Federal de Centroamérica de 1824 - Constitución del Estado de Guatemala de 1825 | Estado de Guatemala tras la Independencia de Centroamérica                                                                                               | Pineda de Mont, Manuel (1869). Recopilación de las leyes de Guatemala, 1821-1869 I. Guatemala: Imprenta de la Paz en el Palacio. |
| 1851-1871           | Acta Constitutiva de la República de Guatemala de 1851                                                         | Gobierno conservador de los 30 años dirigido por el capitán general Rafael Carrera tras la creación de la República de Guatemala el 21 de marzo de 1847. | Asamblea Nacional Constituyente (19 de octubre de 1851). «Acta Constitutiva de la República de Guatemala». Asamblea Constituyente de Guatemala (Guatemala). Archivado desde el original el 22 de agosto de 2016. Consultado el 15 de febrero de 2017.                                                              |
| 1879-1920 1922-1944 | Ley Constitutiva de la República de Guatemala de 1879                                                          | Gobiernos liberales desde Justo Rufino Barrios hasta Manuel Estrada Cabrera                                                                              | Asamblea Nacional Constituyente (1899). Ley constitutiva de la República de Guatemala decretada por la Asamblea Nacional Constituyente el 11 de diciembre de 1879 y reformada por el mismo Alto Cuerpo en 5 de noviembre de 1887 y 30 de agosto de 1897; para uso de las escuelas. Guatemala: Tipografía Nacional. |
| 1921                | Constitución de la República Federal de Centroamérica de 1921                                                  | Efímero gobierno de Carlos Herrera y Luna | Corte de Constitucionalidad de Guatemala. «Digesto Constitucional». Biblioteca del Organismo Judicial de Guatemala (Guatemala). |
| 1945-1954           | Constitución de Guatemala de 1945                                                                              | Gobiernos revolucionarios tras Revolución de Octubre | Corte de Constitucionalidad de Guatemala. «Digesto Constitucional». Biblioteca del Organismo Judicial de Guatemala (Guatemala). |
| 1956-1963           | Constitución de Guatemala de 1956                                                                              | Gobiernos liberacionistas tras derrocamiento del gobierno de Jacobo Arbenz Guzmán                                                                        | Asamblea Constituyente (1956). Constitución de la República de Guatemala. Guatemala: Asamblea Nacional Constituyente. |
| 1965-1982           | Constitución de Guatemala de 1965                                                                              | Gobiernos militares tras golpe de Estado contra Miguel Ydígoras Fuentes                                                                                  | Corte de Constitucionalidad de Guatemala. «Digesto Constitucional». Biblioteca del Organismo Judicial de Guatemala (Guatemala). |
| 1985-presente       | Constitución de Guatemala de 1985                                                                              | Gobiernos democráticos tras golpes de estado de 1982 y 1983                                                                                              | Asamblea Constituyente (1985). Constitución Política de la República de Guatemala. Guatemala: Gobierno de Guatemala. Archivado desde el original el 2 de febrero de 2016. |